# Maurinus von Agen

zwei Chorkapitelle aus der Abtei Saint-Maurin
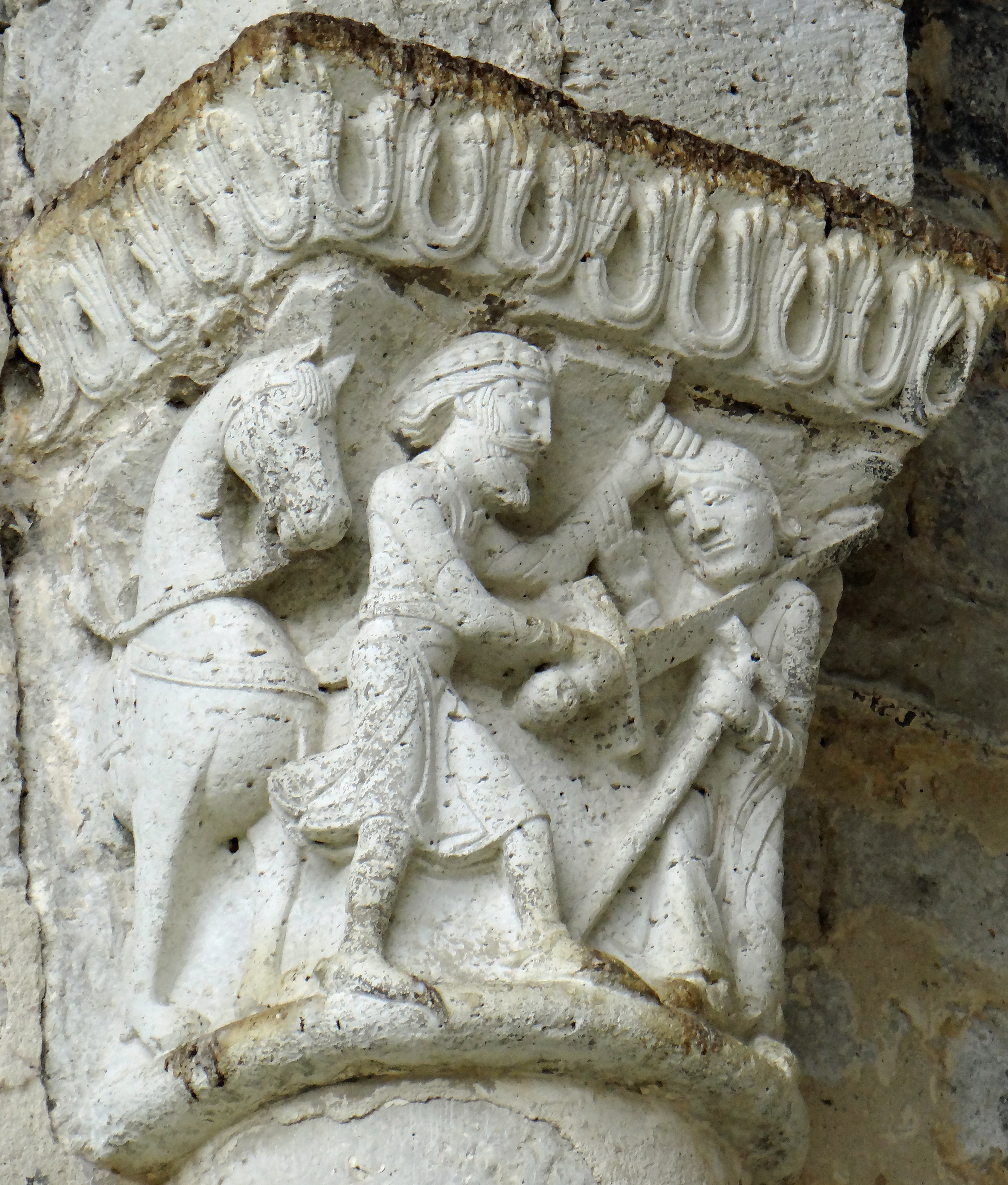
Enthauptung des hl. Maurinus
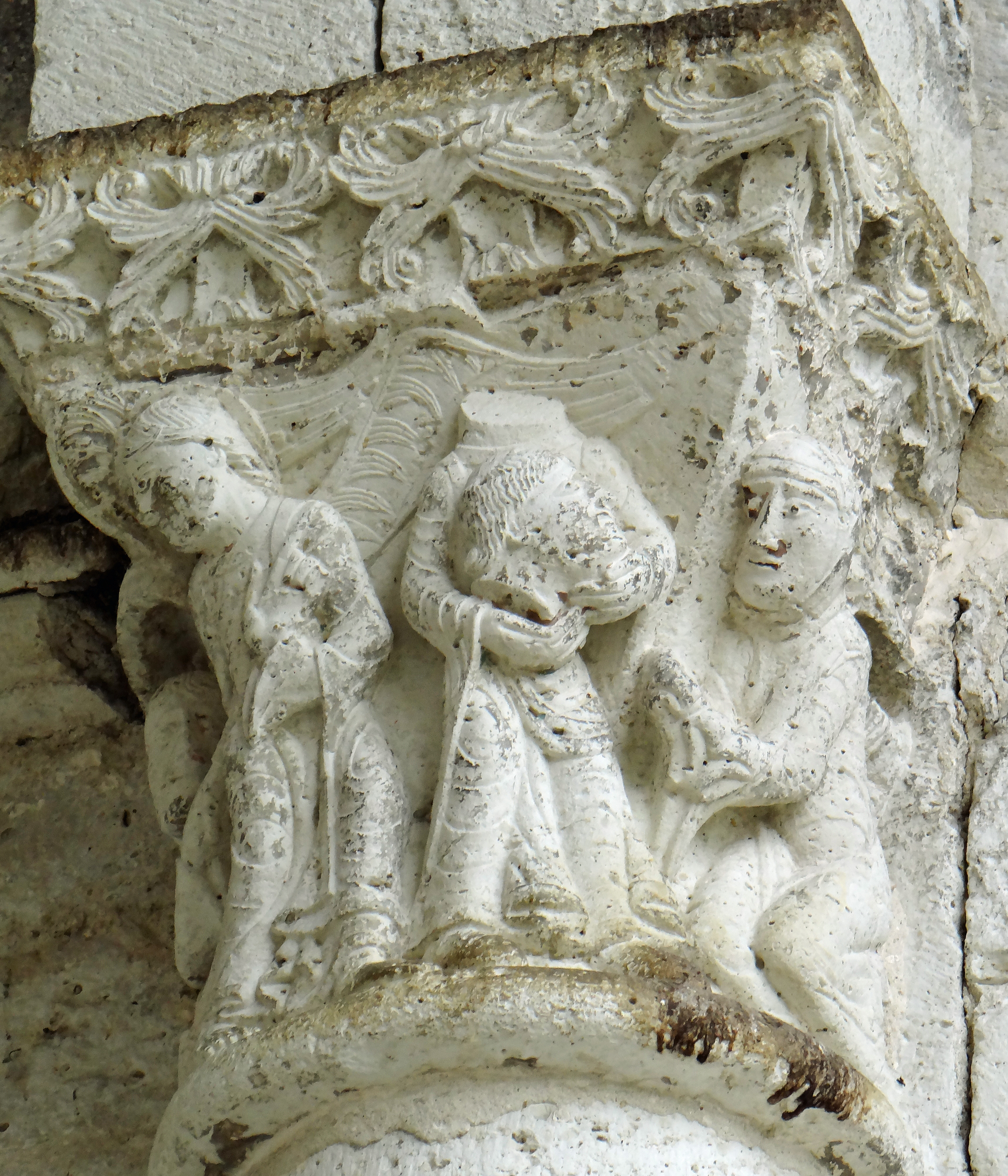
hl. Maurinus als „Kopfträger“

Maurinus von Agen (französisch Saint Maurin; * 6. Jahrhundert in Agen; † 6. Jahrhundert in Saint-Maurin, Aquitanien) war ein Märtyrer und Heiliger der Römisch-katholischen Kirche. Er gehört zur Gruppe der Cephalophoren („Kopfträger“); sein Gedenktag ist der 25. November.

## Vita
Der stark legendenhafte Züge tragende Maurinus lebte in der Zeit des Vordringens der arianischen Westgoten nach Gallien. Er studierte angeblich bei Bischof Germanus in Capua; nach seiner Priesterweihe kehrte er in seine Heimat zurück. In Lactora (heute Lectoure) widersetzte er sich dem vom Präfekten verhängten Predigtverbot, wurde verhaftet, gefoltert und dann enthauptet. Anschließend nahm er seinen Köpf in beide Hände und ging mit ihm eine ca. 40 km lange Strecke nach Norden zum Ort, wo er bestattet werden wollte (heute Saint-Maurin).

## Verehrung
Maurinus wird heute nur im Ort Saint-Maurin im Département Lot-et-Garonne verehrt; hier steht auch die ihm geweihte mittelalterliche Abtei.

## Darstellung
Mit Ausnahme der beiden romanischen Kapitelle aus der Abtei Saint-Maurin sind keine Bildnisse des Heiligen bekannt.